# Црква Светог Саве у Бечмену
Црква Светог Саве у Бечмену, насељеном месту на територији градске општине Сурчин, подигнута је 1845. године и представља непокретно културно добро као споменик културе.
Најстарија позната црква у насељу помиње се у уговору за изградњу нове цркве, склопљеном 30. априла 1809. године између Општине Бечмен и зидарског мајстора из Сремске Митровице Франца Ебела и цимермана Антона Вајса.
Данашња црква у Бечмену посвећена Светом Сави, конципирана је као једнобродна барокна грађевина са елементима класицизма. То је релативно мала, складна црква, са једном полукружном апсидом на источном и троспратним звоником на западном делу. Иконостас који је настао за време зидања цркве није очуван. Иконе су рађене уљем на платну кашираном на дасци. Олтарска преграда је једноставног конструктивног склопа, релативно солидне занатске израде, са фино резбареним и бојеним украсима.